# Distrito de Surinam
El distrito de Surinam es un antiguo distrito de Surinam. El distrito fue la capital del distrito de Paramaribo. Fue creado en 1927 por la fusión de los distritos de:
- Beneden Suriname
- Boven Suriname
- Beneden Para
- Boven Para

En 1958, el distrito fue separado del distrito de Brokopondo, y unos diez años más tarde, ocurrió lo mismo en el distrito de Para. A mediados de los años ochenta hubo una importante reorganización del sistema de distrito y el distrito de Surinam desapareció, dividiéndose en los actuales distritos de Commewijne, Para, Saramacca y Wanica.
- Datos: Q2688457